# Noritada Saneyoshi
Noritada Saneyoshi (實好 礼忠 Saneyoshi Noritada?), född 19 oktober 1972 i Ehime prefektur, är en japansk före detta fotbollsspelare.
Saneyoshi började sin karriär 1995 i Gamba Osaka. Han spelade 236 ligamatcher för klubben. Med Gamba Osaka vann han japanska ligan 2005 och japanska ligacupen 2007. Han avslutade karriären 2007.